# Robert E. Hannegan
Robert Emmet Hannegan, né le 30 juin 1903 à Saint-Louis (Missouri) et mort le 6 octobre 1949 au même endroit, est un homme politique américain. Membre du Parti démocrate, il est Postmaster General des États-Unis entre 1945 et 1947 dans l'administration du président Harry S. Truman.

## Source
- (en) Cet article est partiellement ou en totalité issu de l’article de Wikipédia en anglais intitulé « Robert E. Hannegan » (voir la liste des auteurs).